# Gagea artemczukii
Gagea artemczukii är en liljeväxtart som beskrevs av Krasnova. Gagea artemczukii ingår i Vårlökssläktet och i familjen liljeväxter. Inga underarter finns listade.